# Шкерингер, Миа
Мария Элизабет (Миа) Шкерингер (швед. Mia Skäringer; род. 4 октября 1976) — шведская актриса и комик, дважды удостоенная премии Kristallen. Её первая работа на телевидении была в шоу Sanning och konsekvens на ZTV, где она познакомилась с Кларой Циммергрен. После этого Скерингер и Циммергрен организовали совместное радиошоу Roll. У дуэта также было свое собственное комедийное шоу на SVT в Швеции под названием Mia Och Klara . Шоу было удостоено награды Kristallen за лучшее комедийное шоу на телевидении в 2008 и 2009 годах.   Она снялась в роли Анны Свенссон в Сольсидане с 2010 года.

## Ранние годы
Шкерингер хотела стать актрисой с четырёхлетнего возраста и стала активно работать в своем местном театре в Кристинехамне. Шкерингер описывает себя, когда она была моложе, как "маленькую девочку, довольно тяжелую и томную". В интервью она рассказывала, что с восьмого класса до последнего года обучения в колледже страдала от расстройства приема пищи.

## Успех в телешоу «Сольсидан»
В начале 2009 года Шкерингер снялась в популярном телешоу "Solsidan " вместе с Феликсом Хернгреном, Йоханом Риборгом и Жозефиной Борнебуш . Шкерингер заявила, что она и Хернгрен никогда не встречались раньше, «но нашли друг друга с самого начала и сотрудничали, как команда, что не часто случается в комедии». Первый эпизод Solsidan смотрели 1,8 миллиона зрителей и транслировали по ТВ4, и стала её самой популярной программой дня в Швеции. А в марте 2010 года был объявлен второй сезон, премьера которого состоялась в январе 2011 года. Многие другие известные имена участвующие в комедии хотели бы быть с ней.

## Участие в других мероприятиях

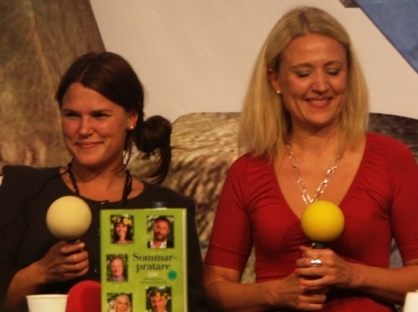
Шкерингер и Клара Циммергрен в 2008 году

В 1997 году Шкерингер вместе с Кларой Циммергрен  участвовала в радиопрограмме Bossanova на шведском радио P3 . Они также присоединились к радиопрограмме « Фрэнк и Соммарсальва» и создали собственную радиопрограмму « Ролл» . Последний эпизод был транслирован в январе 2007 года.
После этого дуэт начал работать над своим первым комедийным шоу на телевидении, позже названном Mia & Klara . Новое шоу посмотрели 610 000 зрителей. Программа продолжалась, так как второй сезон шоу Mia & Klara смотрели в среднем более миллиона зрителей.

## Личная жизнь
У Шкерингера двое детей, Альфред (2000 года рождения), и Хели  (2003 года рождения).
В 2007 году ее отец погиб в автомобильной аварии. По словам Шкерингера, ее отец сильно пил, но не был пьян во время несчастного  случая.
В августе 2009 года Шкерингер издала свою первую книгу « Dyngkåt och hur helig som helst» («Грязные похотливые и святые»), где она написала о своих переживаниях воспитания детей после развода. Книга основана на хрониках и блогах, которые Шкерингер написала для журнала Mama .

## Фильмография / телевидение
- Sanning Och Konsekvens (1995)
- Släng dig i brunnen (1997)
- Миа оч Клара (2007–2009)
- Солсидан (2010-настоящее время)
- Столетний мужчина, который вылез из окна и исчез (2013)
- Энгельби (2015)
- Ack Värmland (с 2015 года по настоящее время)

## Награды
| Год  | награда    | категория                                                   | За           | Результаты |
| ---- | ---------- | ----------------------------------------------------------- | ------------ | ---------- |
| 2008 | Gaygalan   | Лучший дуэт(вместе с Кларой Циммергрен)                     | Миа оч клара | Выиграл    |
| 2008 | Kristallen | Лучшая юмористическая программа(вместе с Кларой Циммергрен) | Миа оч клара | Выиграл    |
| 2009 | Kristallen | Лучшая юмористическая программа(вместе с Кларой Циммергрен) | Миа оч клара | Выиграл    |